# Candidatura de Chicago als Jocs Olímpics de 2016
La candidatura olímpica de Chicago 2016 va ser l'intent per part de la ciutat de Chicago i Estats Units d'Amèrica, amb el suport d'altres ciutats, municipis i pobles en els estats d'Illinois, Indiana i Wisconsin, per ser escollida pel Comitè Olímpic Internacional (COI) com a ciutat amfitriona dels Jocs Olímpics d'Estiu de 2016. En el cas que Chicago hagués estat seleccionada pel COI, els Jocs de 2016 haguessin estat els primers Jocs Olímpics d'Estiu, celebrats a Amèrica des dels Jocs d'Atlanta 1996.
El 4 de juny de 2008, Chicago va ser nomenada com una de les quatre finalistes pels Jocs Olímpics de 2016. La selecció final es va celebrar el 2 d'octubre de 2009, en Copenhaguen, Dinamarca. En el seu moment, les ciutats rivals de Chicago per celebrar els jocs van ser Madrid, Espanya; Rio de Janeiro, Brasil; i Tòquio, Japó. Al costat de les quatre candidates oficials, també s'havien postulat pels Jocs Olímpics de 2016 les ciutats de Praga (República Txeca), Doha (Qatar) i Bakú (Azerbaidjan), que no van superar el primer tall del COI. Chicago va ser eliminada en la primera fase durant la 121a Sessió del Comitè Executiu del COI a Copenhaguen, Dinamarca. Si Chicago hagués estat escollida, els jocs s'haguessin celebrat del 22 de juliol al 7 d'agost, i els paralímpics el 18 d'agost al 28 d'agost.

## Selecció de ciutat de l'USOC
Inicialment, cinc ciutats nord-americanes van presentar el seu interès a postular-se per a la candidatura de les olimpíades de 2016: Chicago, Houston, Los Angeles, Filadèlfia i San Francisco. El president de l'USOC, Peter Ueberroth, va visitar les ciutats que van mostrar el seu interès al març i maig de 2006. Chicago va ser visitada el 10 de maig. El 26 de juliol de 2006, el Comitè Olímpic dels Estats Units (USOC) va acovardir la llista a tres ciutats: Chicago, Los Angeles i San Francisco. L'última es va retirar el 13 de novembre de 2006.
L'última etapa interna de la selecció de l'USOC va ser el 14 d'abril de 2007, en el Washington D. C.'s Embassy Row Hotel, on cada equip de la candidatura va fer una presentació de 40 minuts als membres del consell de l'USOC. A les 9:00 pm UTC, Chicago va ser anunciada com la candidata nord-americana pels Jocs Olímpics d'Estiu de 2016 pel president de l'USOC Peter Ueberroth.

## Detalls de la candidatura

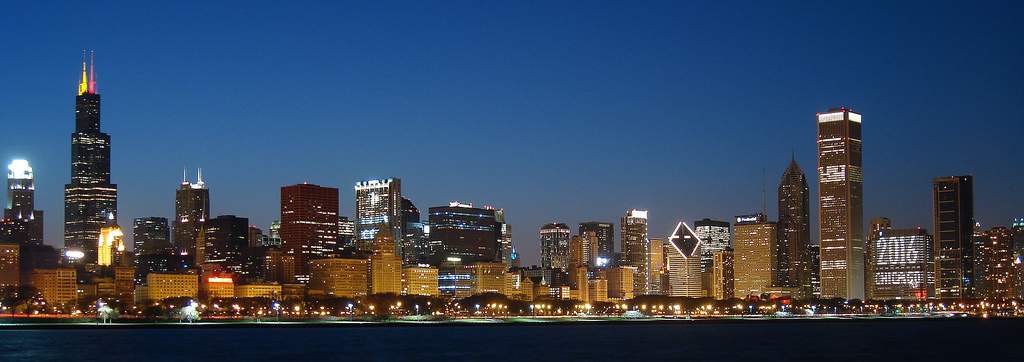
Panorama urbà de Chicago amb alguns gratacels amb les paraules de
"Chicago 2016" en suport a la seva candidatura.

No és la primera vegada que Chicago es postula per a la candidatura. En 1901, la ciutat va ser escollida per unanimitat pel COI per albergar els Jocs Olímpics d'Estiu de 1904, però els jocs van ser transferits a St. Louis per coincidir amb la Fira Mundial de 1904. Chicago també es va postular pels 1952 i Jocs Olímpics de 1956, sense èxit. El procés de candidatura pels Jocs Olímpics de 2016 va ser oficialment anunciat el 16 de maig de 2007.
El 15 de gener de 2008 es van anunciar els detalls per a l'aplicació de la candidatura olímpica. 22 de les 27 instal·lacions olímpiques estarien dins de quatre zones de 15 km de la Vila Olímpica. Es construirien cinc noves instal·lacions i onze temporals per als jocs. El cost de la candidatura ($49.3 milions) estaven sent sufragats pel sector privat, ja que el cost de la infraestructura seria finançada pel govern.
L'alcalde de Chicago, Richard M. Daley va visitar Pequín – la ciutat amfitriona dels Jocs Olímpics de Pequín 2008 – el 15 de maig de 2006, on va recol·lectar informació sobre la candidatura.
Les possibilitats que Chicago albergui els Jocs Olímpics d'Estiu de 2016 són fortificats per les preliminars fetes per corporacions importants i filantrops milionaris de Chicago; promesos a participar en el procés de planificació de la comunitat i els líders del govern i l'entusiasme de la ciutadania. El suport local per a la candidatura en South Side, particularment en les comunitats de Washington Park i Woodlawn, es troben dividides. L'oposició va seguir augmentant, ja que la ciutat va seguir ignorant les qüestions municipals com la repatriació dels pots d'escombraries als parcs després que van ser substituïts per les papereres de reciclatge quan l'USOC va visitar la ciutat. No obstant això, segons les enquestes el suport a la candidatura era del 76%. El que és més important, és la infraestructura existent de la ciutat i les instal·lacions són substancials i igual les de les altres contrincants com Madrid i Tòquio. Peter Ueberroth va dir, "Chicago va en la direcció correcta, i estem impressionats per això".
El juny de 2007, el president de la candidatura del Comitè Olímpic Patrick G. Ryan va anunciar que David P. Bolger havia estat nomenat cap d'operacions i Rick Ludwig com el director financer.

### Suport
Michael Jordan es va convertir en un portaveu oficial de la candidatura de Chicago. La magnat dels mitjans de comunicació de Chicago, Oprah Winfrey i el Campió Olímpic Michael Phelps van estar promocionant la candidatura des dels Jocs Olímpics d'Estiu de 2008. També el president dels Estats Units, Barack Obama i resident de Chicago, va donar suport a la candidatura des d'abans que guanyés les eleccions presidencials en 2008, i va fer campanya per Chicago 2016, en donar el 22 de novembre de 2008 un missatge, de 85 segons, que va ser emès durant la XXXVII Assemblea General dels Comitès Olímpics Europeus (EOC) celebrada a Istanbul, Turquia. Obama va afirmar que per als EUA "seria un honor" tenir l'oportunitat de ser amfitrió dels Jocs Olímpics d'estiu, tant per preservar el "moviment olímpic" com, segons va dir, per "donar-li la benvinguda al món a les nostres costes i enfortir les nostres amistats en tot el globus". No obstant, Obama va escriure una carta al COI en la qual recolzava fervorment la candidatura de Chicago dient; "La Ciutat de Chicago es va fundar per albergar celebracions globals i podrà preparar una experiència olímpica espectacular". La carta de 338 paraules, amb data del 10 de setembre, va ser enviada a cada membre del COI amb la signatura del president Obama.

### Reunió en Copenague
L'11 de setembre es va anunciar que Michelle Obama encapçalarà la delegació de Chicago que viatjarà a Dinamarca per a la votació del 2 d'octubre en la qual el COI escollirà la seu dels Jocs Olímpics de 2016, encara que el president Barack Obama va dir que no ho faria. La primera dama va dir que assumiria el paper d'impulsar la seva ciutat natal en la candidatura "amb gran orgull". "No hi ha dubte que Chicago oferiria al món un entorn fantàstic per a aquests jocs històrics i espero que la torxa olímpica tingui l'oportunitat de brillar amb força a la meva ciutat natal", va dir Michelle Obama. Valerie Jarret, una de les principals assessores d'Obama, també és de Chicago i que ha treballat per a la candidatura de la ciutat, acudirà a Copenhaguen per a la votació.
El mandatari li va informar al president del COI, Jacques Rogge, que no podria viatjar perquè estava ocupat promovent la seva reforma al sistema de salut pública als Estats Units. "Estem honrats i agraïts per tenir a la primera dama com a part de la nostra delegació, i apreciem aquest compromís sense precedents i aquesta mostra de suport de la Casa Blanca", va dir en un comunicat, Patrick Ryan, el director del comitè organitzador de Chicago.

#### Viatge d'Obama a Copenhaguen
Durant diversos dies no es sabia si el President Obama aniria a Copenhaguen per donar suport a la candidatura de la seva ciutat natal, Chicago, però el 28 de setembre es va dir que estaria finalment a Copenhaguen el divendres, 2 d'octubre per recolzar a la candidatura de Chicago per albergar els Jocs Olímpics de 2016, la seu final dels quals es feia pública a les 18:30 hores d'aquest mateix dia a la capital danesa. A pesar que s'havia declarat que estaria ocupat amb qüestions de política domèstica, el president Barack Obama va canviar de semblar i va viatj el dijous 1 d'octubre a Copenhaguen per defensar en persona la candidatura olímpica de Chicago. L'ocupant de la Casa Blanca va anar acompanyat dels seus ministres d'Educació, Arne Duncan, i Transports, Ray LaHood, tots dos també de Chicago, i bressol polític d'Obama.Aquesta és la primera vegada, que un president dels EUA exerceix un paper tan directe en les gestions per a l'assignació d'una seu olímpica.
La presència del president dels Estats Units, Barack Obama, en la votació final del COI va retornar l'olimpisme a la primera línia del país, en atorgar a la candidatura de Chicago un aire de prioritat política. Després que la Casa Blanca revelés el pla de viatge d'Obama a Copenhaguen en un moviment inesperat, la premsa nord-americana no va trigar a qualificar d'històric, ja que cap president del país havia exercit un paper tan directe en les gestions del Comitè Olímpic Internacional (COI). "El president Obama i la primera dama, Michelle Obama, simbolitzen l'esperança, l'oportunitat i la inspiració que fan gran a Chicago, i estem honrats de tenir als nostres dos ciutadans més experts liderant la nostra delegació a Copenhaguen", va declarar l'alcalde de Chicago, Richard Daley. "Qui millor que el president i la primera Dama per compartir amb els membres del Comitè Internacional la dedicació i l'entusiasme que Chicago té envers els Jocs Olímpics i Paralímpics?", es va preguntar l'alcalde de Chicago.

### Finançament
Ueberroth i els membres del comitè nacional es van reunir amb Daley el 10 de maig de 2006, per a l'avaluació inicial. Daley va nomenar executiu de negocis a Patrick G. Ryan de Aon Corporation, propietari d'una part dels Chicago Bears, per dirigir el procés de la candidatura de la ciutat, especialment a les àrees de participació de les empreses en la recaptació de fons. En anys anteriors, Daley es va oposar perquè la ciutat es postulés en els Jocs Olímpics d'Estiu de 2008 i 2012, a causa dels requisits financers del comitè internacional. Aquests requisits van ser millorant en favor d'una nova filosofia en la qual els Jocs Olímpics es convertirien en "petits" en termes de construcció i despeses connexes. La primera estimació de les despeses és de més de $ 5 mil milions, amb US $ 1,1 milions necessaris per a la Vila Olímpica a la vora de llac i un estimat addicional de $ 366 milions per a l'Estadi Olímpic temporal de 80 000 seients que es construiria al Parc Washington. No obstant això, el pressupost del de Chicago és inferior al dels costos dels Jocs Olímpics de Pequín, que es calcula que van costar 40 mil milions de dòlars. A més, els Jocs Olímpics de 2004 a Atenes, que inicialment era un pressupost de $ 2,4 mil milions, en realitat van costar $ 9 mil milions. L'11 d'abril de 2007, el governador d'Illinois Rod R. Blagojevich va proposar 150 milions de dòlars en fons estatals per ajudar a assegurar la candidatura a l'USOC de Chicago. En l'anunci del 14 d'abril, més de 35 milions de dòlars en efectiu i $ 13 milions en béns van ser promesos, incloent les donacions a l'excés de $ 100 000 d'almenys 225 persones i empreses. Chicago té forts aliats per atreure els fons federals per a la seguretat i el transport a causa dels seus Senadors d'alt perfil. Dick Durbin és el segon en el comandament entre els senadors demòcrates com el President electe Barack Obama dels Estats Units. La ciutat va anunciar una pòlissa d'assegurança de $500 milions en contra dels excessos de costos i d'ingressos.

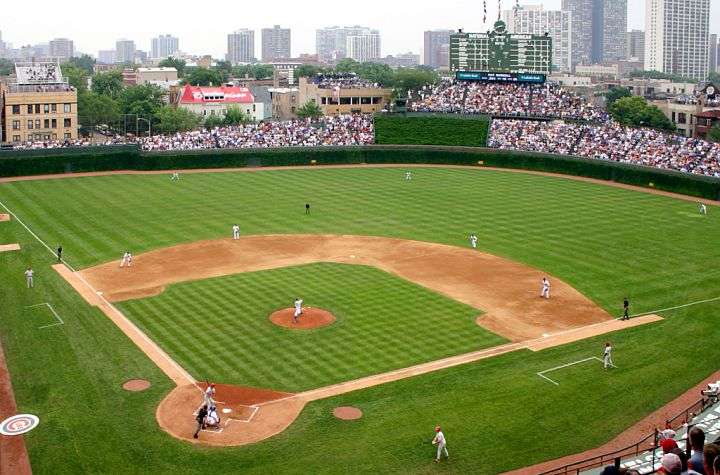
La instal·lació històrica com el Wrigley Field és una de les possibles seus.

La candidatura de Chicago va ser criticada per la comissió d'avaluació del COI a causa de l'absència d'una garantia financera de les autoritats públiques, per la qual cosa, el 10 d'agost va rebre el suport unànime del Consell Municipal de la ciutat. Els 49 consellers municipals van aprovar per unanimitat la possibilitat de constituir un fons d'emergència en cas que el pressupost superi el previst, la qual cosa permet a l'alcalde Richard M. Daley signar una carta-compromís com a ciutat candidata.

#### Segur multimilionari
En cas que Chicago hagués estat escollida per albergar els Jocs Olímpics de 2016, la ciutat s'hagués blindat econòmicament, ja que l'Ajuntament de la ciutat signaria un segur multimilionari amb l'objectiu de protegir els contribuents de possibles despeses en cas d'un atac terrorista, danys en els estadis o fins i tot una pandèmia. L'equip de l'alcalde Richard Daley gastaria al voltant d'uns 1200 milions de dòlars (816 milions d'euros) en pòlisses d'assegurances per cobrir els possibles costos provocats per danys en les infraestructures o de tipus sanitari si la ciutat sofreix algun atemptat. També es va dir que reservaria certa suma en aquesta pòlissa per cobrir possibles eventualitats en cas que es cancel·lin els Jocs.

### Instal·lacions
Malgrat la falta d'un estadi olímpic, Chicago té dotzenes d'instal·lacions esportives existents: Soldier Field, United Center, O.S. Cellular Field, Wrigley Field, Allstate Arena en Rosemont, Sears Centre en Hoffman Estates i el Toyota Park en Bridgeview. Les instal·lacions en Universitat Loyola de Chicago, Universitat Northwestern, la Universitat de Chicago, la Universitat d'Illinois a Chicago, Universitat Estatal de Chicago i la Universitat del Nord d'Illinois, entre d'altres, estarien disponibles i altres instal·lacions esmentades en uns altres reports com les instal·lacions dels jocs. El moll de l'armada i el llac al llarg del Llac Michigan albergaria els esdeveniments aquàtics. El Centre de Convencions McCormick Place, el segon més gran del món, seria una de les instal·lacions esportives per albergar judo i gimnàstica, igual que l'alberg per als mitjans de comunicacions, mentre que el del tir amb arc i el podi per a les medalles estigui en el Millennium Park. Altres alcaldes regionals en Indiana i Wisconsin, van oferir algunes instal·lacions incloent l'ús de les instal·lacions de la Universitat de Notre Dame. El TCF Bank Stadium, un estadi en construcció del campus de la Universitat de Minnesota a Minneapolis, Minnesota, podria haver ser usat per a les preliminars de futbol. Els esdeveniments de natació serien fets en el costat oest del Parc Douglas.

### Logo
El 16 de maig de 2007, es va informar a Chicago que el logo, en forma d'una torxa amb les flames representant al panorama urbà de Chicago violava les regles del COI en usar una torxa olímpica com a logo. Les regles de la candidatura prohibeixen l'ús de símbols olímpics, lemes, bandera o una altra flama, medalla o torxa en els logos. Chicago va estar d'acord a canviar el logo. L'actual logo redissenyat es va estrenar el 19 de setembre de 2007. Usant els mateixos colors, i una bandera única de sis "estels de Chicago" en les seves sis puntes, representa un compàs apuntant a totes les adreces del món. Cada punt representa un valor olímpic; Esperança, respecte, harmonia, amistat, excel·lència i celebració. Al principi els colors càlids representats en la flama (o la punta) de la imatge es referia al sol, els colors freds representaven els parcs verds i el blau les aigües del llac Michigan.
Es va proposar pel regidor Edward Burke que l'Ajuntament de Chicago agregués un estel a la Bandera de Chicago si la ciutat guanyava la candidatura per al Jocs Olímpic de 2016.